# 范召林
范召林（1963年6月—），男，汉族，湖南衡阳人，中华人民共和国政治人物。现任中国空气动力研究与发展中心主任。第十四届全国政协委员。